# Vila da Ponte (Montalegre)
Vila da Ponte es una freguesia portuguesa del concelho de Montalegre, con 10,73 km² de superficie y 255 habitantes (2001). Su densidad de población es de 23,8 hab/km².